# Sinalização (economia)
Na economia, a teoria da sinalização ou teoria dos sinais estuda, no âmbito das informações assimétricas, os mecanismos utilizados por alguns mercados no modo como resolvem os problemas de desequilíbrio de informações. A utilização da teoria, nos participantes do mercado, serve para melhorar as transações ao sinalizar suas informações privadas à contraparte. Em um dos exemplos do trabalho de Michael Spence, o empregado adquire credenciais sobre si, como educação, para sinalizar ao diretor que é qualificado para o cargo. O valor da informação vem do fato do empregador acreditar que a credencial está correlacionada com maior habilidade do candidato, reduzindo assim o risco de empregados com baixa habilidade. Portanto, o credencial permite o empregador distinguir empregados de baixa e alta habilidade.

## Questões anteriores e posteriores
A sinalização derivou-se da informação assimétrica (contrario à informação perfeita), que pressupõe desigualdade no acesso à informação na troca de serviços e bens. Em seu artigo em 1973, Michael Spence propôs que duas entidades poderiam evitar o problema da informação assimétrica se um deles enviasse um sinal que revelaria uma peça de informação para o outro. Esse outro iria, então, interpretar o sinal e ajustar seu comportamento de compra de acordo, normalmente oferecendo um preço maior do que caso não tivesse recebido o sinal.
Existem, entretanto alguns problemas que essas entidades iriam imediatamente encontrar:
- Quanto tempo, energia e dinheiro deveriam ser utilizados pelo remetente para enviar o sinal?
- Como pode receptor (o diretor, que normalmente é o comprador ou empregador) confiar que o sinal é o uma declaração honesta de informação?
- Assumindo que exista um equilíbrio de sinalização em que o sinalizador envia honestamente o receptor confia no sinal, em que situação esse equilíbrio pode ser quebrado?